# Ballade von den verdorbenen Greisen

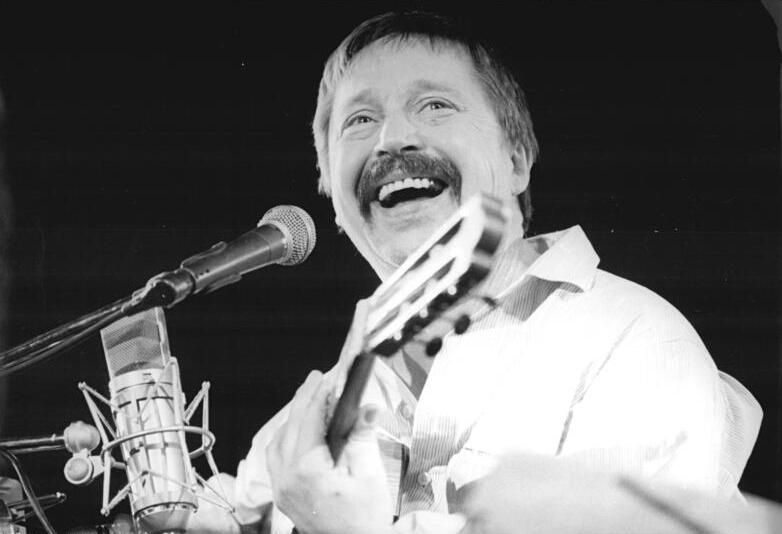
Wolf Biermann am 1. Dezember 1989 in Leipzig

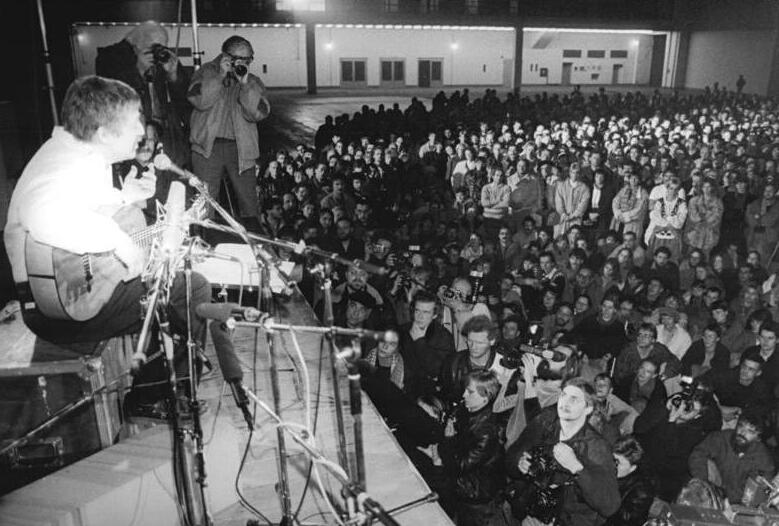
Wolf Biermann am 1. Dezember 1989 in Leipzig

Die Ballade von den verdorbenen Greisen ist ein Lied von Wolf Biermann und wurde erstmals am 1. Dezember 1989 in Leipzig bei seinem ersten Konzertauftritt in der DDR nach seiner Ausbürgerung vorgetragen. Dieses Konzert fand in der Leipziger Messehalle 2 statt und wurde erstmals sowohl im bundesdeutschen als auch im DDR-Fernsehen live übertragen. Das Lied besteht aus fünf Strophen und befasst sich sehr kritisch mit fünf der damals führenden Personen der DDR: Egon Krenz, Kurt Hager, Erich Mielke, Karl-Eduard von Schnitzler und Erich Honecker.